# Tomaž Humar

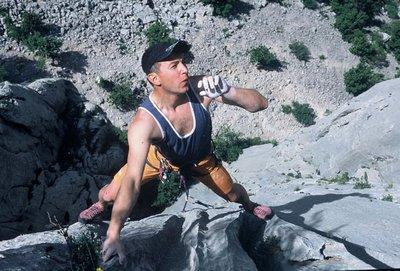
Tomaž Humar

Tomaž Humar (Ljubljana, 18 februari 1969 - Langtang Lirung, 10 november 2009) was een Sloveens alpinist.
Humar verwierf bekendheid na zijn solobeklimming van de zuidflank van de Dhaulagiri, de zevende hoogste berg ter wereld. Tijdens een poging om de Nanga Parbat alleen te beklimmen in 2005, werd Humar op een hoogte van bijna 6.000 m getroffen door lawines, waarna hij gered werd door een Pakistiaanse legerhelikopter. In 2007 zou hij de zuidflank van de Annapurna I beklommen hebben. Hij overleed na een val bij de beklimming van de Langtang Lirung (Nepal) in november 2009.